# Wang Xindi
Wang Xindi (王心迪S; Qinhuangdao, 2 maggio 1995) è uno sciatore freestyle cinese, specialista dei salti.

## Biografia
Vincitore della medaglia di bronzo nei salti ai campionati mondiali juniores che si sono svolti a Chiesa in Valmalenco nel marzo 2012, Wang Xindi ha debuttato in Coppa del Mondo il 5 gennaio 2013 a Changchun. Ha disputato i suoi primi campionati mondiali in occasione dell'edizione di Kreischberg 2015, giungendo 18º nei salti.
Ha preso parte alle Olimpiadi di Pyeongchang 2018 terminando al 14º posto nei salti. Ai Mondiali di Park City 2019 ha ottenuto la medaglia d'argento nei salti a squadre insieme a Xu Mengtao e a Sun Jiaxu.

## Palmarès

### Mondiali
- 1 medaglia:
  - 1 argento (salti a squadre a Park City 2019)

### Mondiali juniores
- 1 medaglia:
  - 1 bronzo (salti a Chiesa in Valmalenco 2012)

### Coppa del Mondo
- Vincitore della Coppa del Mondo di salti nel 2019
- 10 podi:
  - 3 vittorie
  - 6 secondi posti
  - 1 terzo posto

#### Coppa del Mondo - vittorie
| Data             | Luogo       | Paese       | Disciplina |
| ---------------- | ----------- | ----------- | ---------- |
| 25 febbraio 2017 | Minsk       | Bielorussia | AE         |
| 12 gennaio 2022  | Deer Valley | Stati Uniti | AE         |
| 2 marzo 2025     | Almaty      | Kazakistan  | AE         |

Legenda:

AE = Salti